# Montcuq-en-Quercy-Blanc
Montcuq-en-Quercy-Blanc è un comune francese del dipartimento del Lot della regione dell'Occitania.
È stato creato il 1º gennaio 2016 dalla fusione dei preesistenti comuni di Belmontet, Lebreil, Montcuq, Sainte-Croix e Valprionde.
Il capoluogo è la località di Montcuq.